# Приедниекс, Карлис
Карлис Приедниекс (Карл Янович Озол) (латыш. Kārlis Ozols-Priednieks, 1896 — 5 февраля 1938) — латышский советский поэт 1920—1930 годов. Работал в Пролеткульте. Популяризировал идеи пролетариата в латышской литературе. Издал сборник статей «Красная нить» и журнал «Дарба Званс», сборники стихов «Слова дела» (1926), «Сердца в доме» (1930), «Атакуют наши трактора» (1933).
Тематически в его поэзии преобладала революционная и военная тематика, концепция построения нового мира, в некоторых стихах — ностальгия по Латвии. Стихи декларативны и полны пафоса; больше описывали реальность и коллективное мировоззрение, индивидуальный опыт и чувства не имели значения. Расстрелян в годы «большого террора»

## Биография

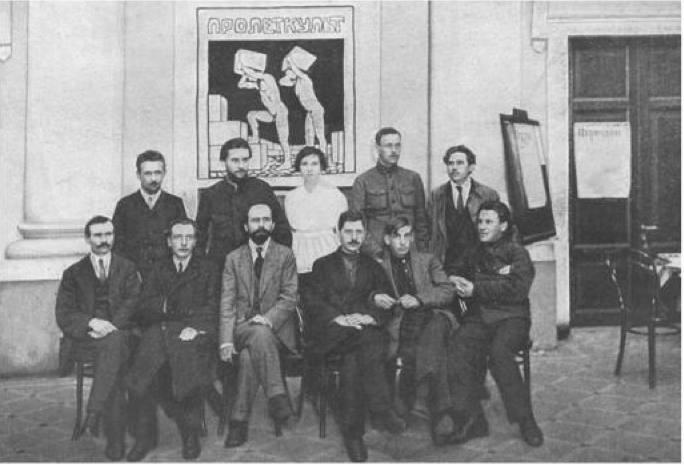
Президиум Первой Всероссийской конференция Пролеткульта (сентябрь 1918).
С. К. Приедниекс — стоит второй слева.

Родился в крестьянской семье в Ливберзской волости.
Учился в Елгавском реальном училище.
В 1910—1916 годах — на разных работах в Риге.
В 1912 году вступил в Латвийскую социал-демократическую партию.
В 1916—1917 годах — в Москве; активно участвовал в революционной подпольной работе.
В 1916 году арестован за подделку документов; находился в Бутырской тюрьме.
В 1917 году — стрелок в Латышском резервном полку.
В 1919 году работал в Латвийском рабочем театральном совете Петрограда.
Участник Гражданской войны в России в составе Красной Армии.
По окончании войны работал на административных должностях в различных советских учреждениях, сотрудничал в литературных и образовательных организациях.
Был женат на русской революционерке Екатерине Федоровой.
Первые стихи были опубликованы в 1917 году.
С 1919 активно публикует стихи, рецензии и литературную критику в советских изданиях; совместно с Петерисом Вейнсом и Алвилсом Цепли издает сборник статей «Красные нити» и журнал «Дарба Званс». Публиковался под псевдонимами Ādams, Onufrijs, Jānis Zemzarītis, Skarifikators, K. Ozols-Priednieks.
14 декабря 1937 года арестован по обвинению в участии в антисоветской латвийской террористической организации.
5 февраля 1938 года расстрелян на Бутовском полигоне.